# 제1대 준남작 조지 스토크스 경
제1대 준남작 조지 게이브리얼 스토크스 경(영어: Sir George Gabriel Stokes, 1st Baronet, PRS, IPA: [dʒɔː(ɹ)dʒ ɡeɪbɹɪəl stoʊks], 1819년 8월 13일~1903년 2월 1일)은 영국의 수학자이자 물리학자이다.
유체역학의 나비에-스토크스 방정식을 발견하였고, 스토크스의 정리를 발표하였다.
1849년부터 케임브리지 대학교에서 루커스 수학 석좌 교수직을 맡았으며, 1885년부터 1890년까지 왕립학회 회장을 지냈다.

## 서훈
- 1889년 준남작 서임(Baronet Stokes of Lensfield Cottage)

## 참고 문헌
- Wilson, David B. (1987). 《Kelvin and Stokes A Comparative Study in Victorian Physics》. ISBN 0-85274-526-5.
- Craik, A.D.D. (2005). “George Gabriel Stokes on water wave theory”. 《Annual Review of Fluid Mechanics》 37: 23–42. Bibcode:2005AnRFM..37...23C. doi:10.1146/annurev.fluid.37.061903.175836.

## 같이 보기
- 스토크스의 정리
- 나비에-스토크스 방정식